# Alexandre Jean-Baptiste Brun
Pour les articles homonymes, voir Brun.
Alexandre Jean-Baptiste Brun (Marseille, 3 novembre 1853-Marseille, 5 novembre 1941), est un peintre français, élève d'Alexandre Cabanel, de Carolus-Duran et de Felix Bracquemond. Il est connu pour ses nombreuses peintures marines et une collection d'aquarelles sur lavis sombre représentant des orchidées.

## Biographie
Alexandre Jean-Baptiste Brun est né à Marseille le 3 novembre 1853. Jeune, il étudie la peinture à Paris, à l’École des Beaux Arts, auprès de maîtres tels qu'Alexandre Cabanel, Carolus-Duran et Felix Bracquemond. Il peint notamment avec Adolphe Monticelli, Louis Tinayre et Henri Pinta.
Après un premier mariage qui le laisse rapidement veuf, il épouse le 4 mai 1886, dans le 14e arrondissement de Paris, Lucile Dutheil, dont il aura trois filles et un fils.
Peintre mariniste, il réalise de nombreuses illustrations pour les encyclopédies et les ouvrages dédiés à la mer des éditions Larousse.
Yachtman accompli, il accompagne le Prince Albert 1er de Monaco dans certaines de ses expéditions océanographiques. Le prince l'invitera à collaborer à la réalisation des fresques du Grand Amphithéâtre de l'Institut océanographique de Paris dont il finance la construction.
Alexandre Brun exécute également des commandes pour la baronne Nathaniel de Rothschild, les barons Arthur et Edmond de Rothschild, et des proches, tel Louis Libreck, pour lequel il réalise son œuvre peut-être la plus célèbre : une série d'aquarelles immortalisant la collection d'orchidées de son ami. Peintre prolifique, il est l'auteur de nombreux portraits de famille, des paysages (bords de Seine, côtes normandes, port de la joliette, calanques de Marseille) ainsi que des natures mortes.
Sociétaire du Salon des artistes français à partir de 1877, il y envoie ses œuvres quasiment chaque année jusqu'en 1934.
Il expose à Londres à la Royal Academy en 1881 et 1882 ainsi qu'à l'Exposition universelle de 1889, au cours de laquelle il reçoit la médaille de bronze, section de marine, avant de s'interrompre pour se consacrer aux voyages dans diverses régions de France et en Algérie. Il suspendra de nouveau ses activités en 1914 pour les reprendre à la fin de la guerre et ce, jusqu'en 1934, date à laquelle il se retire à Malmousque, dans sa villa « L’Ouragan », n’exposant plus qu’à la galerie Jouvène à Marseille.
Il meurt à Marseille le 5 novembre 1941.

## Œuvre et thèmes
Peintre, graveur et affichiste, ses principales œuvres sont des tableaux dédiés à la mer.
« Très tôt, qu’il s’agisse de Méditerranée ou de mers plus sombres, il affirme une technique particulière : plots de couleurs pour pierres et galets des plages voire pour les feuilles qui jonchent un chemin, gerbes d’écume en pleine pâte et vagues formées par à-coups brefs de pinceau, se chevauchant ou se pressant, intense luminosité des plages. ».

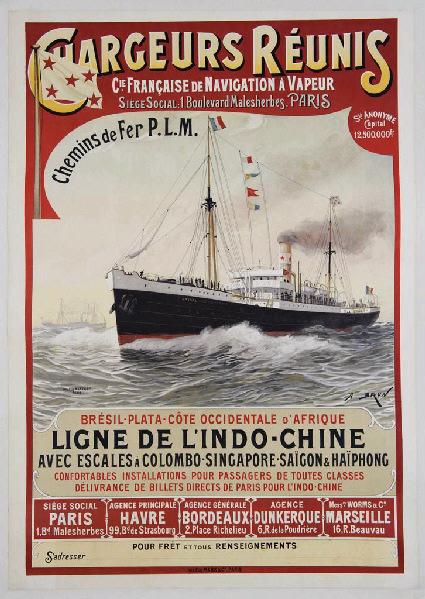
Affiche Chargeurs Réunis. Ligne de l'Indochine. Musée d'Aquitaine

Il réalise aussi de nombreuses affiches pour les compagnies de navigation, les Chargeurs Réunis, les Messageries Maritimes et la Société Générale des Transports Maritimes à vapeur, s’attachant à l’intense activité des quais aux huiles et aux blés à Rive-Neuve à Marseille. 
Il participe également à la réalisation de décors pour l'Opéra de Paris.

### Les marines

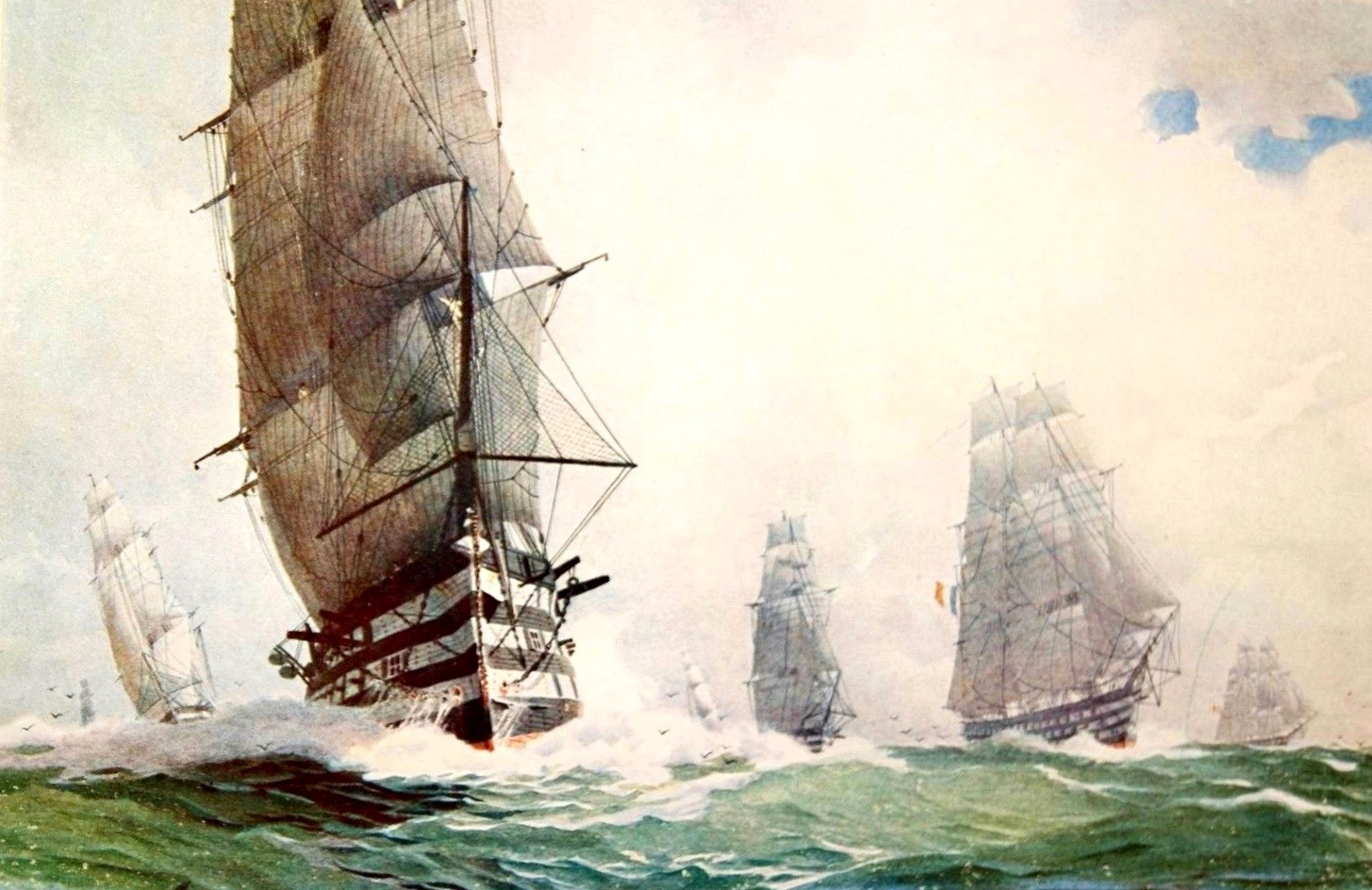
Escadre de Vaisseaux à trois ponts

Alexandre Brun peint de nombreuses marines (huiles sur bois, sur toile, aquarelles), représentant la vie en mer, des scènes de vie (Le Départ du marin, 1885, Après un naufrage, 1888), de pêche ou de baignade (Le Bain de mer, 1883), des vues de ports ou de navires (principalement des trois-mats et des tartanes). Il réalisa aussi des illustrations d’événements marquants (La Prise de Sfax, 1882, Le Président Carnot s'embarquant à bord du Formidable 1890), des aquarelles de navires historiques (Le Soleil Royal, Le Royal Louis) ainsi que des lithographies de navires de guerre : Le Marengo, L'Océan, Le Suffren et L'Epervier. 
Un grand nombre de ses marines a été acheté en 2002 par le Musée national de la Marine qui, après une longue et minutieuse campagne de restauration, les a étudiées, classées, inventoriées, restaurées et photographiées. Le fonds est actuellement conservé dans les réserves du Musée de la marine à Chaillot, puis sera transféré courant 2016 dans le nouveau Centre de conservation à Dugny.

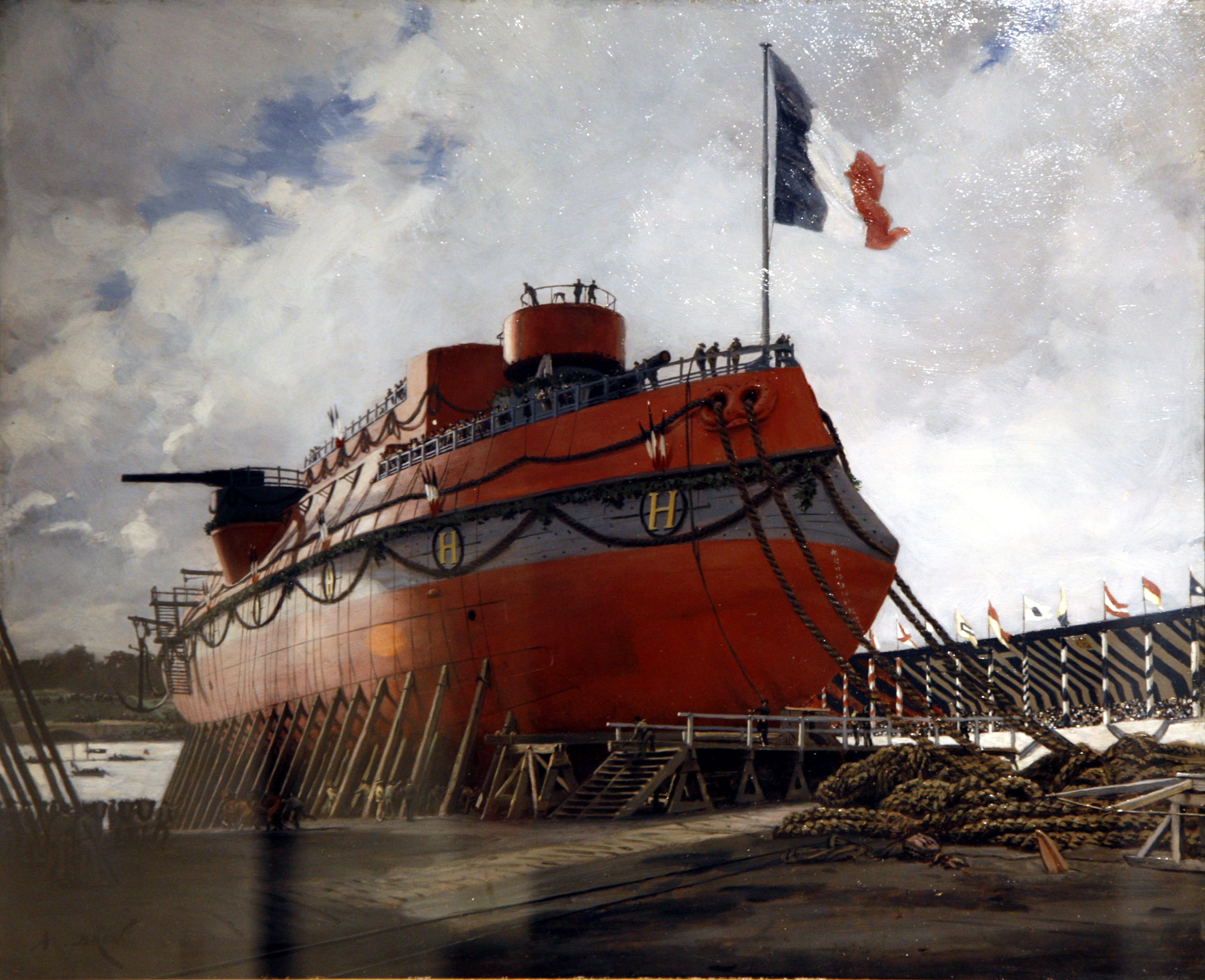
Lancement du Hoche

Quelques peintures ont été exposées ponctuellement, notamment en 2003 pour Souvenirs de rivages et en 2009 pour Dix années d’acquisitions. Deux tableaux sont publiés dans l’ouvrage Escales au musée de la Marine paru début janvier 2016 aux éditions Gallimard.
Ce fonds particulièrement représentatif de l’œuvre d’Alexandre Brun devrait faire l'objet d'une publication analytique et d'une exposition virtuelle sur le site du musée.
Quelques œuvres sont également conservées à la Chambre de Commerce et d'Industrie de Marseille, en particulier deux toiles de jeunesse (1874 et 1878), une lithographie sur le cuirassé « Suffren », un lavis représentant le Vieux-Port lors des fêtes du 2500e anniversaire de Marseille et quelques affiches.

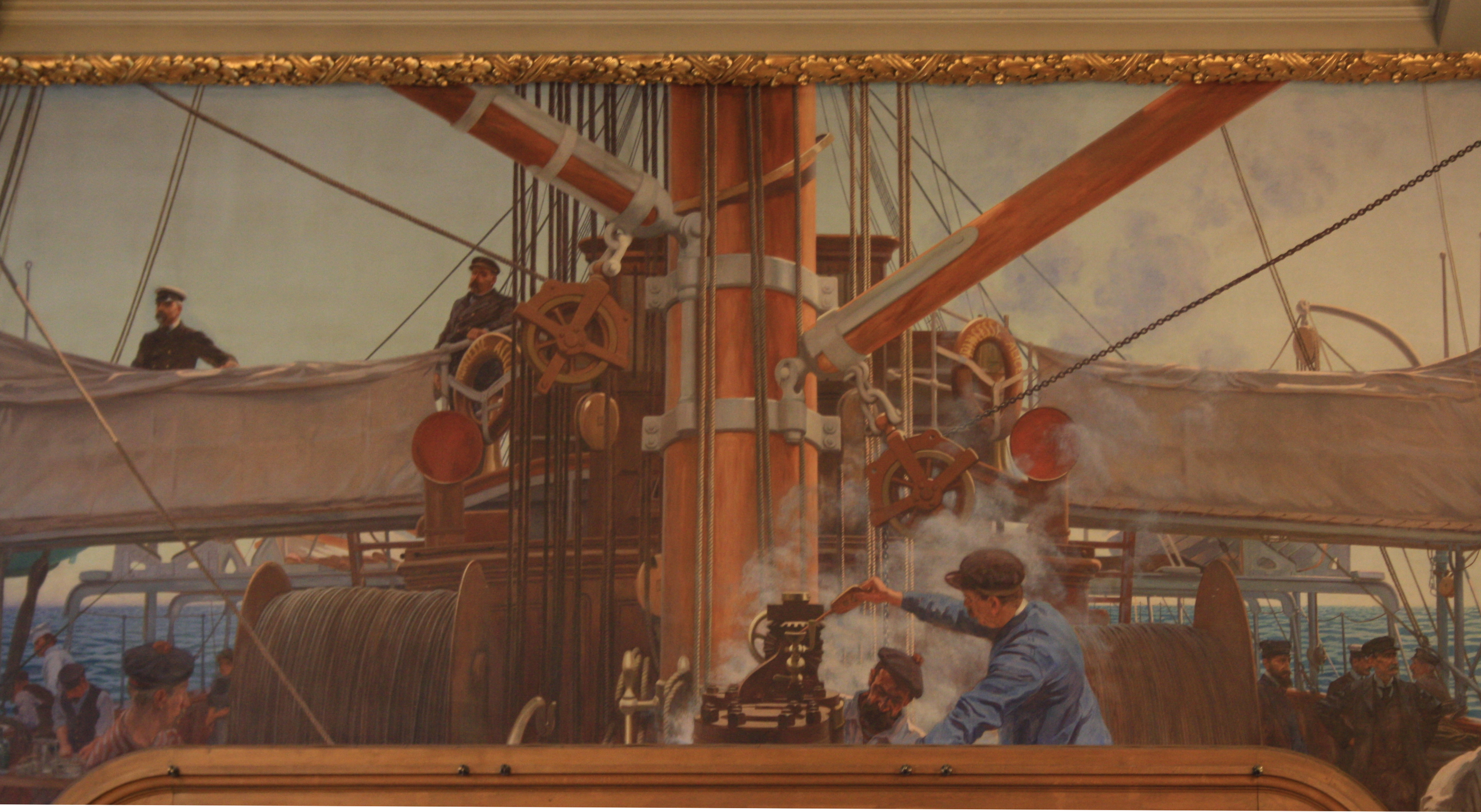
Institut océanographique de Paris, Fresque du Grand Amphithéâtre.

Avec le peintre Louis Tinayre, il réalise les quatre fresques du Grand Amphithéâtre de l’institut océanographique de Paris. Louis Tinayre représente les personnages tandis qu'Alexandre Brun, en sa qualité de mariniste reconnu, se consacre à représenter la mer, ainsi que les gréements.
La fresque principale intitulée Le pont de la Princesse Alice au cours d'une croisière entoure la haute baie qui sépare la grande salle de la petite. Cette vaste composition montre les activités typiques d'une croisière océanographique telle que le Prince Albert 1er de Monaco, mécène à l'origine de l'institut, en organisa au début du XXe siècle.

### Les orchidées

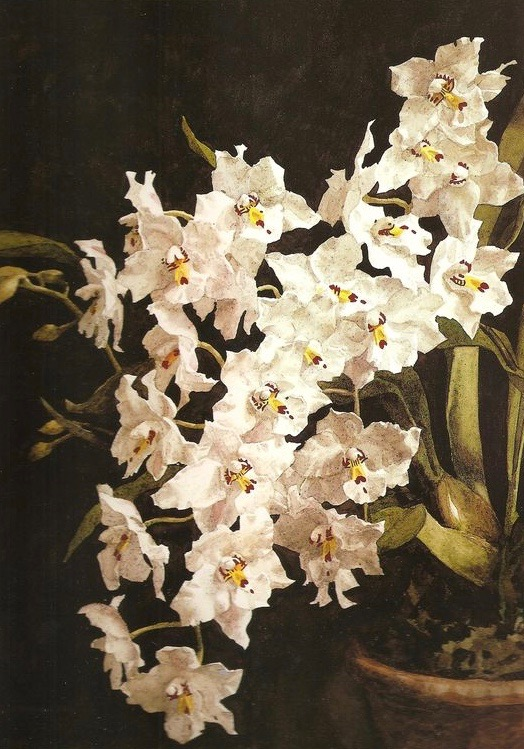
Orchidée Alexandre Brun

Alexandre Brun est également connu pour sa célèbre collection des Orchidées, réalisée à la demande d'un ami collectionneur parisien passionné et fortuné, Louis Libreck.
Ce travail de documentation rigoureux dura 2 ans, de 1892 à 1894. Il immortalise ainsi les plus beaux sujets de la collection, représentant fidèlement sur lavis sombre les plus infimes détails d'une centaine de ces fleurs exotiques rares.
La collection d'une centaine d'aquarelles, oubliée pendant près d'un siècle dans un coffre-fort d'une banque anglaise, fut exposée une première fois vers 1950, puis une deuxième fois, en 1981, date à laquelle elle reçut la médaille d'or de la Société royale d'horticulture anglaise.
Cette collection a été immortalisée dans le livre Inoubliables orchidées - Alexandre Brun par Phillip Cribb, conservateur adjoint de l'herbier des Jardins botaniques royaux de Kew, membre du Comité de la Société royale d'horticulture anglaise et auteur de plusieurs ouvrages consacrés aux orchidées.

### Les scènes

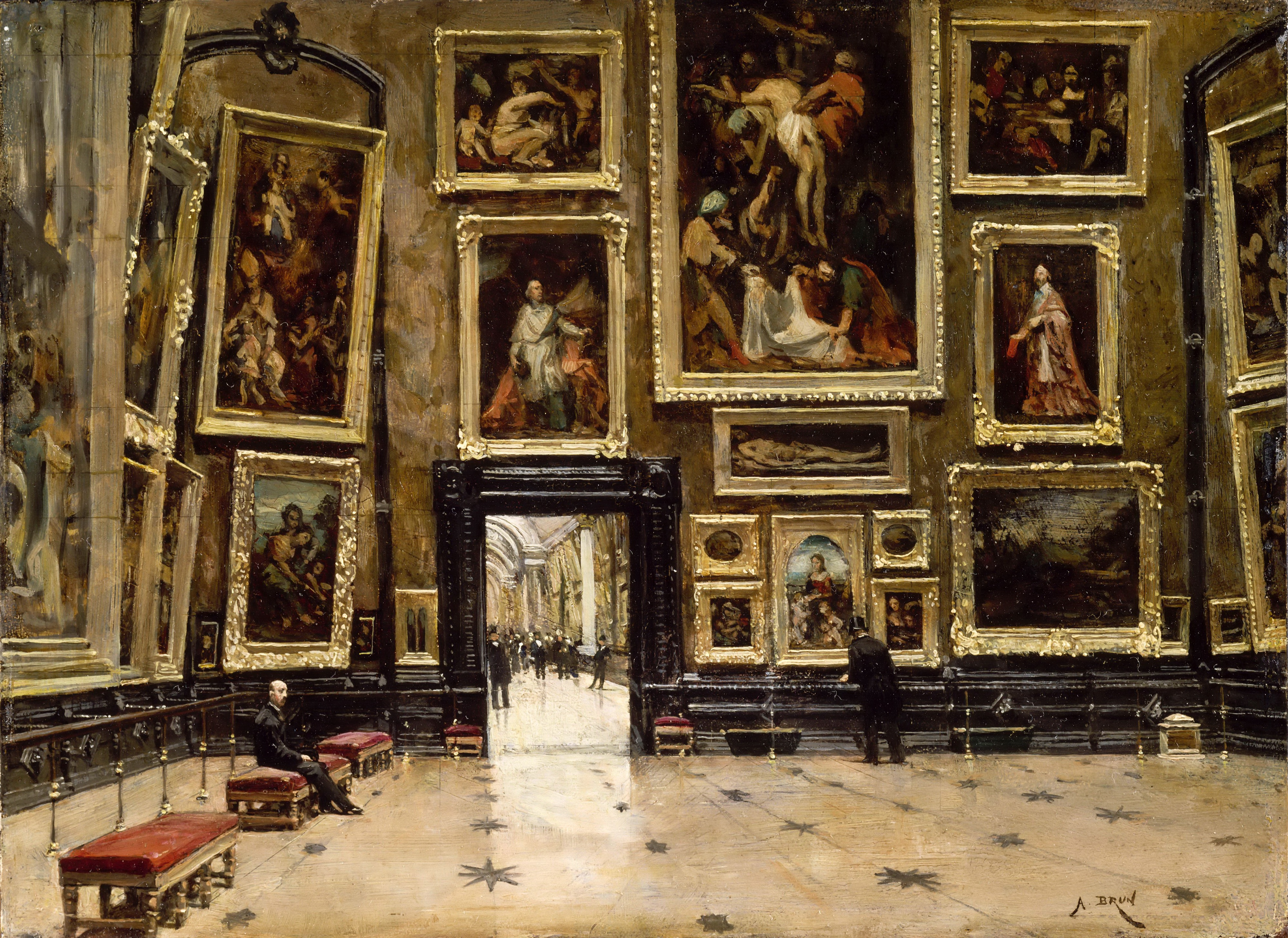
Vue du Salon Carré

Une de ses plus célèbres œuvres se trouve au musée du Louvre. Il s'agit de la Vue du salon Carré,, l'artiste a peint le mur ouest percé d'une porte donnant sur la Grande Galerie et couvert de tableaux de toutes les écoles. En effet, à partir de 1848, le salon Carré servit de tribune pour les chefs-d’œuvre du Louvre jusqu'à la Première Guerre mondiale.
Cette peinture à l'huile sur bois de petit format (32 cm de long sur 24 de haut) offre une image fidèle et minutieuse du Salon carré tel qu'il était au XIXe siècle. On y reconnait les célèbres toiles de Véronèse, Rubens, Léonard de Vinci, Raphaël et Poussin, entre autres.

Alexandre Brun aime également à représenter des natures mortes, des paysages terrestres et à réaliser des portraits. Une de ses œuvres, Yachts amarrés à Suresnes, est exposée au Musée d'Histoire urbaine et sociale à Suresnes.

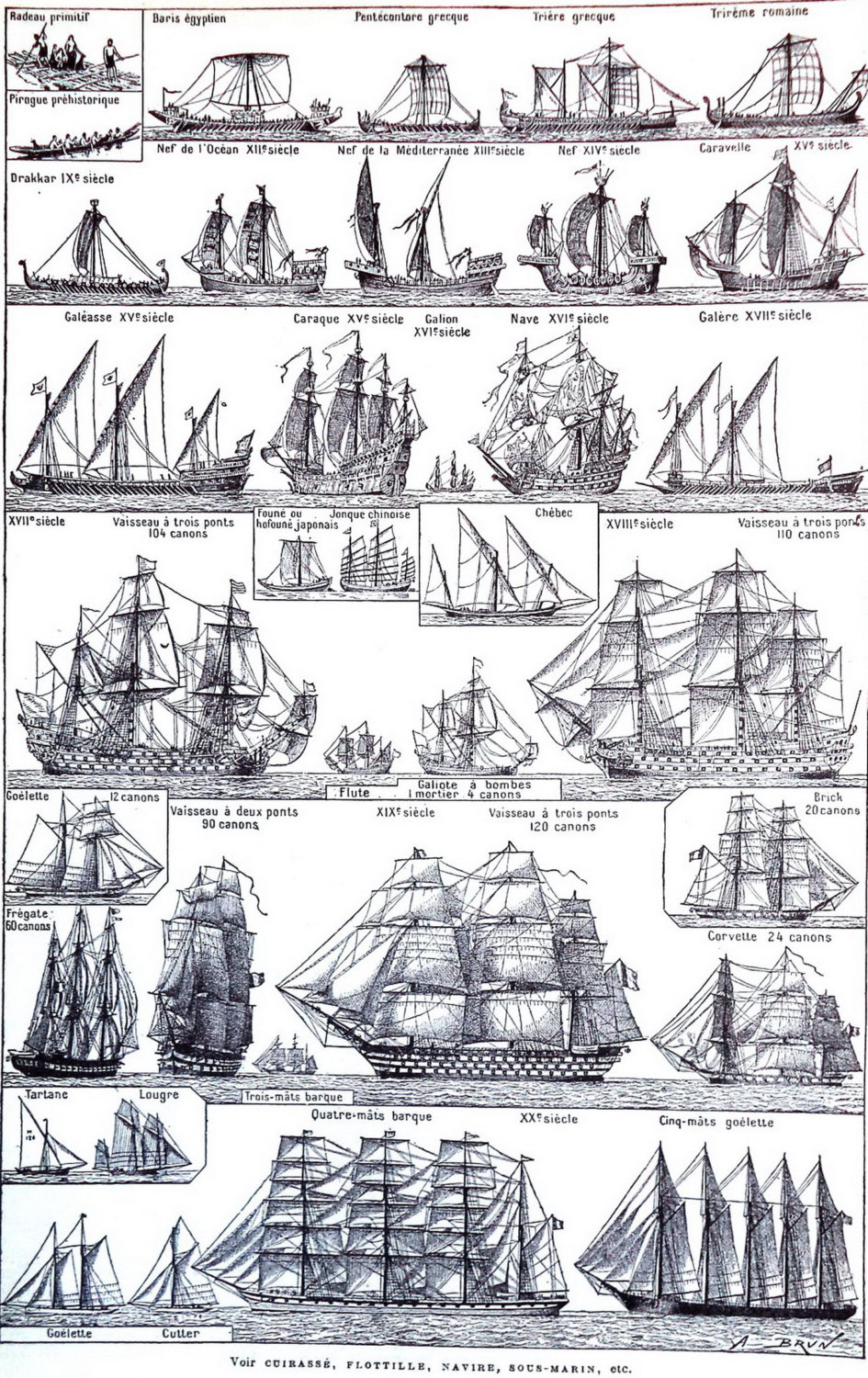
Alexandre Brun. Gravure petit Larousse illustré 1933

### Les illustrations
Illustrateur de livres, dictionnaires et encyclopédies, il collabore à toutes les principales publications de l'époque : l'Illustration, Paris-Noël, le Monde illustré, Yacht, etc. 
Ses connaissances lui valent de se voir confier la quasi-totalité de la partie marine du Dictionnaire illustré et d'ouvrages thématiques tels que La Mer, La Mer dans la Nature, La Mer et l'Homme publiés par Larousse.
Il produit de nombreuses planches techniques, des coupes de navires, des affiches, des gravures sur le thème de la mer et de la navigation.

## Galerie

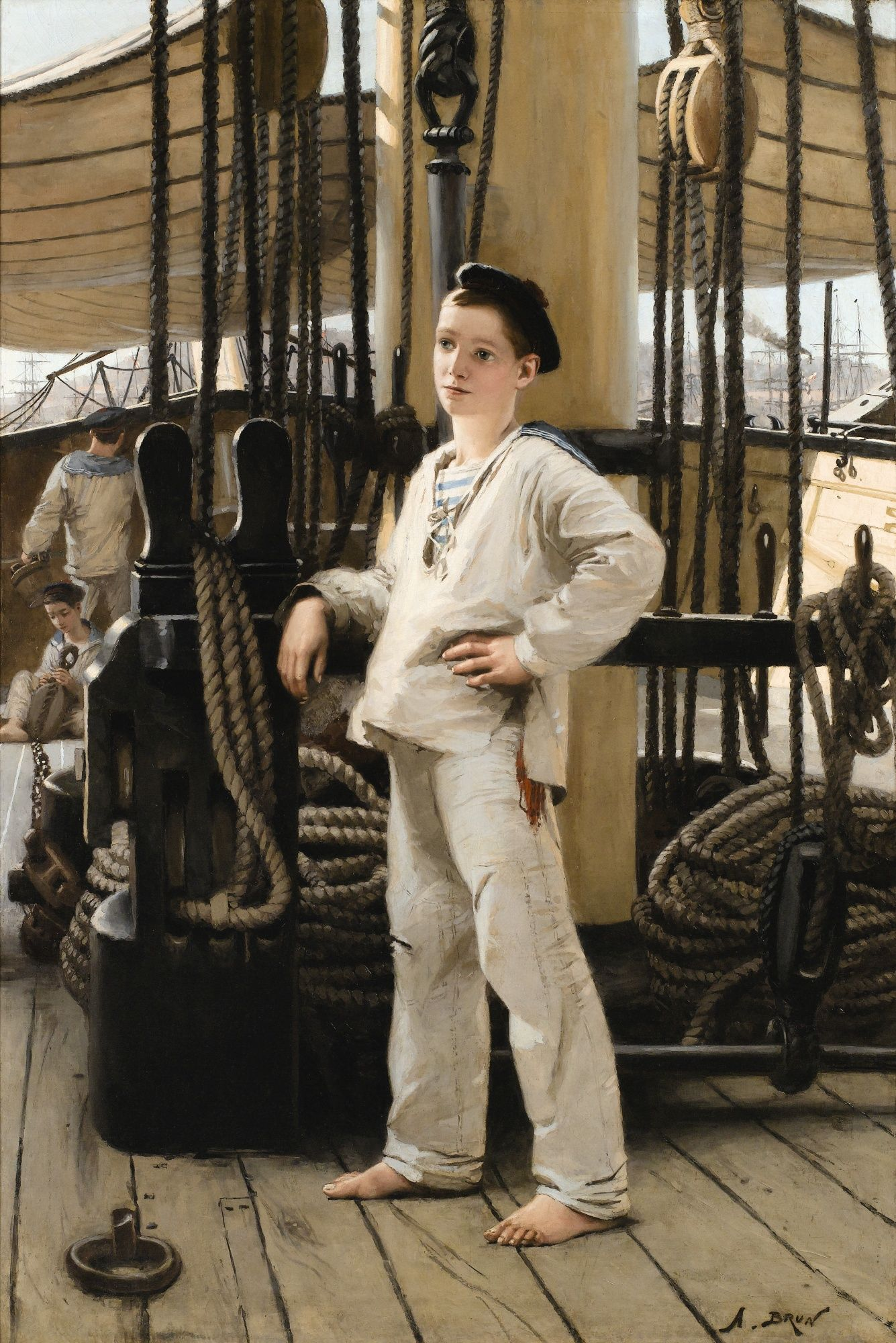
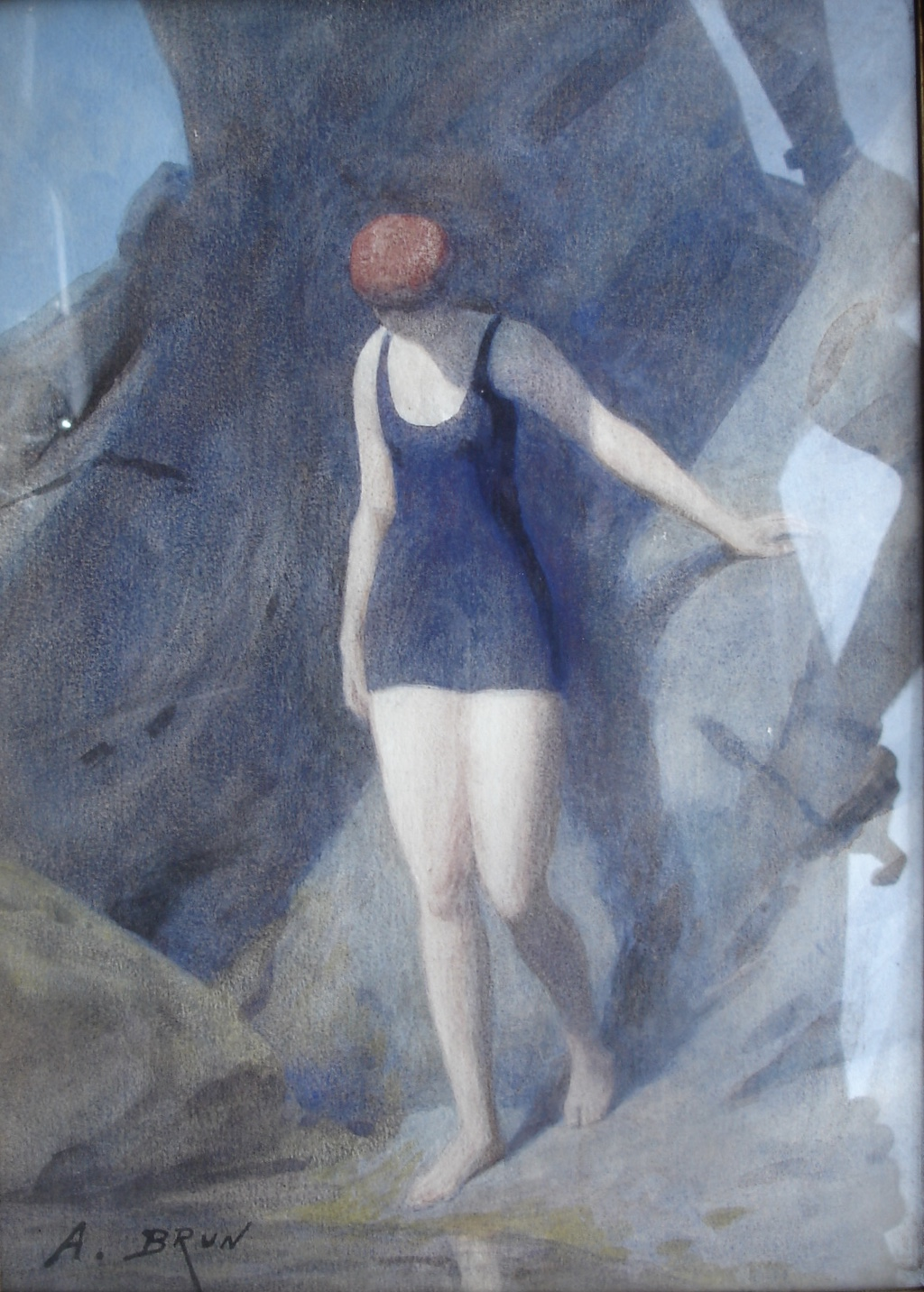
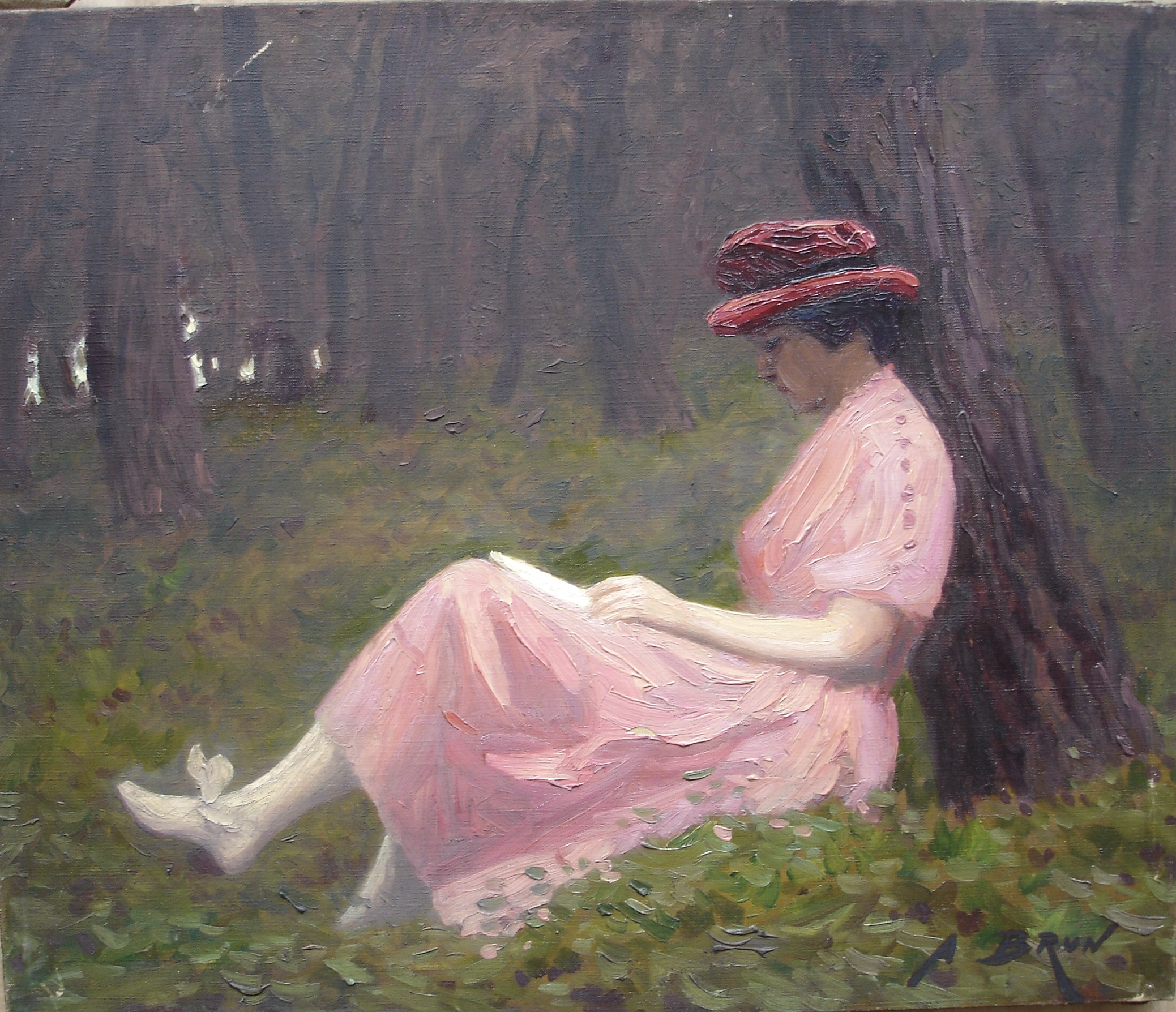
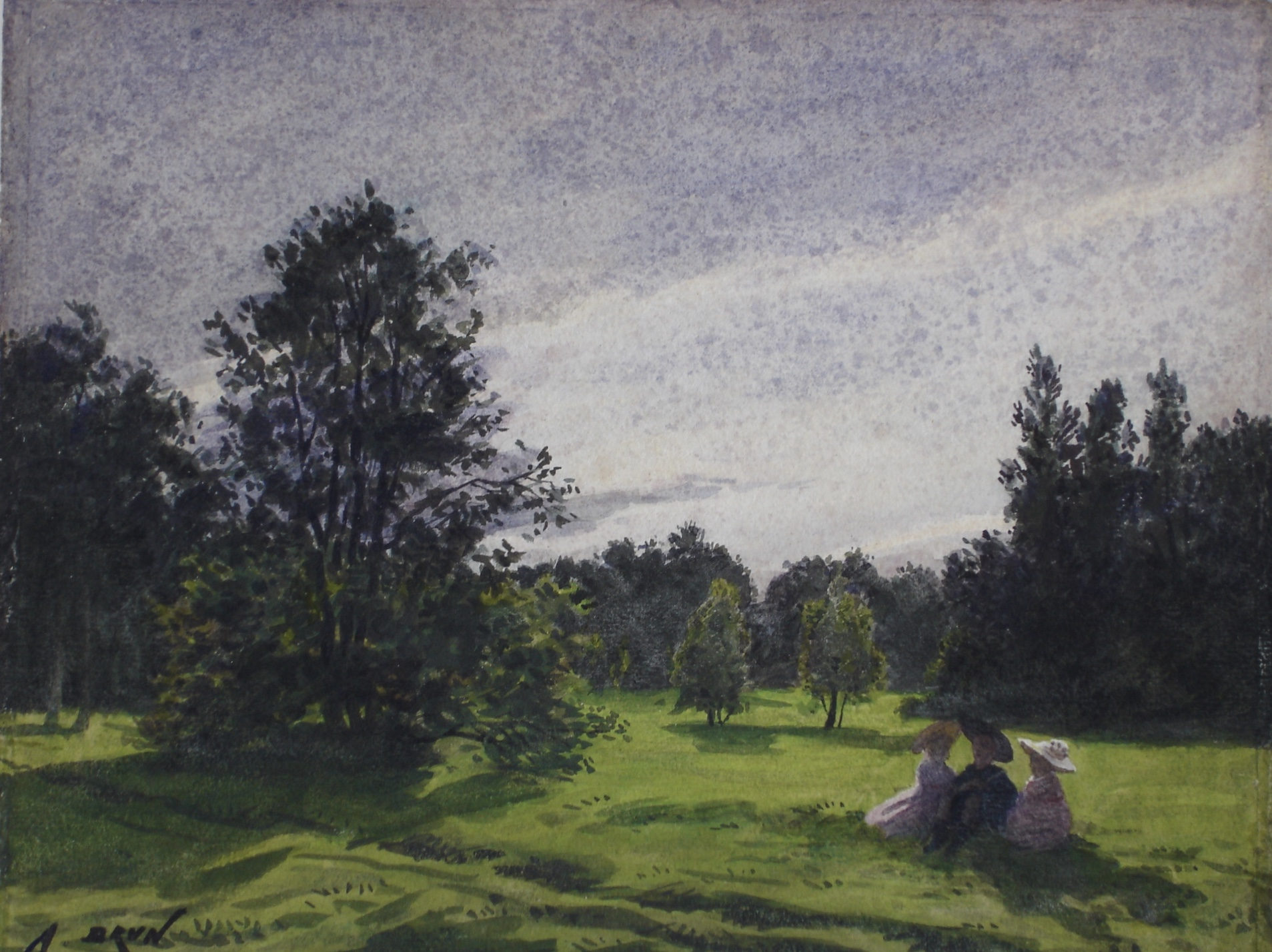
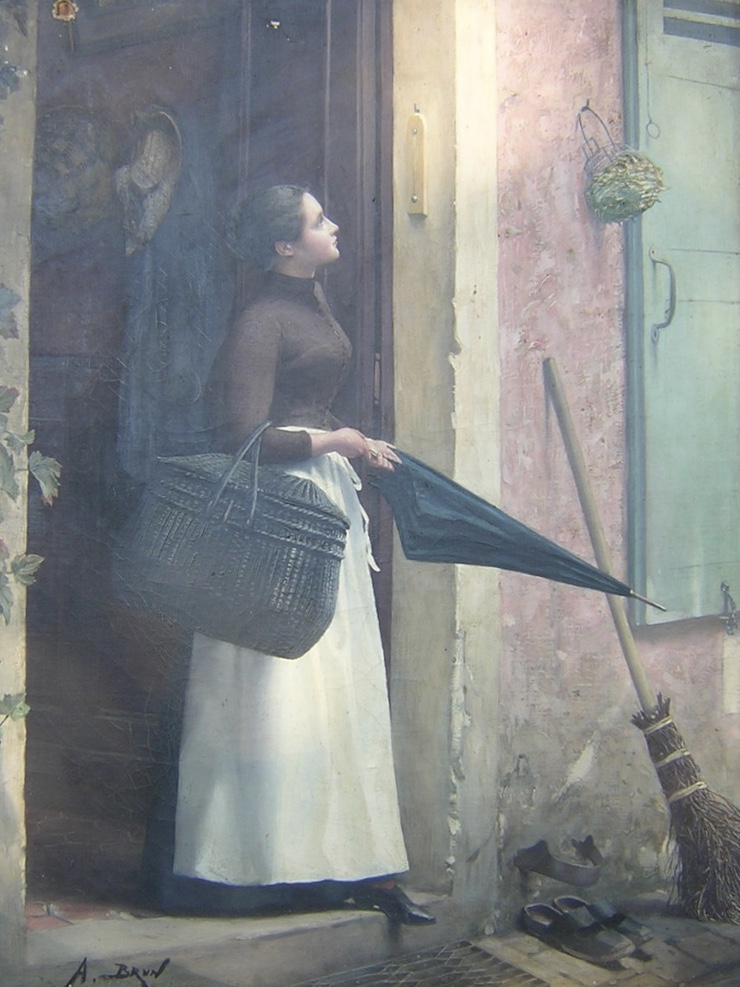
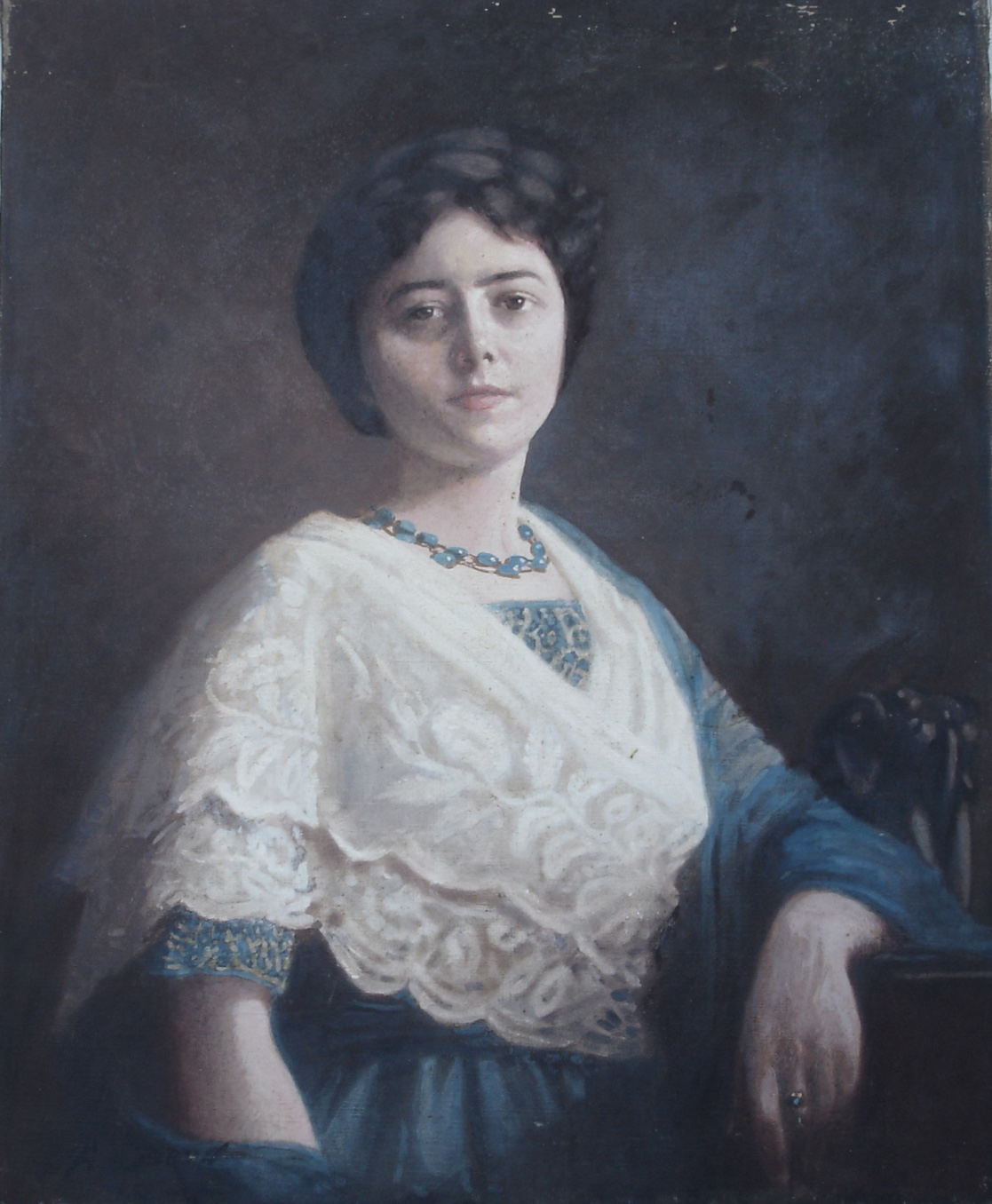
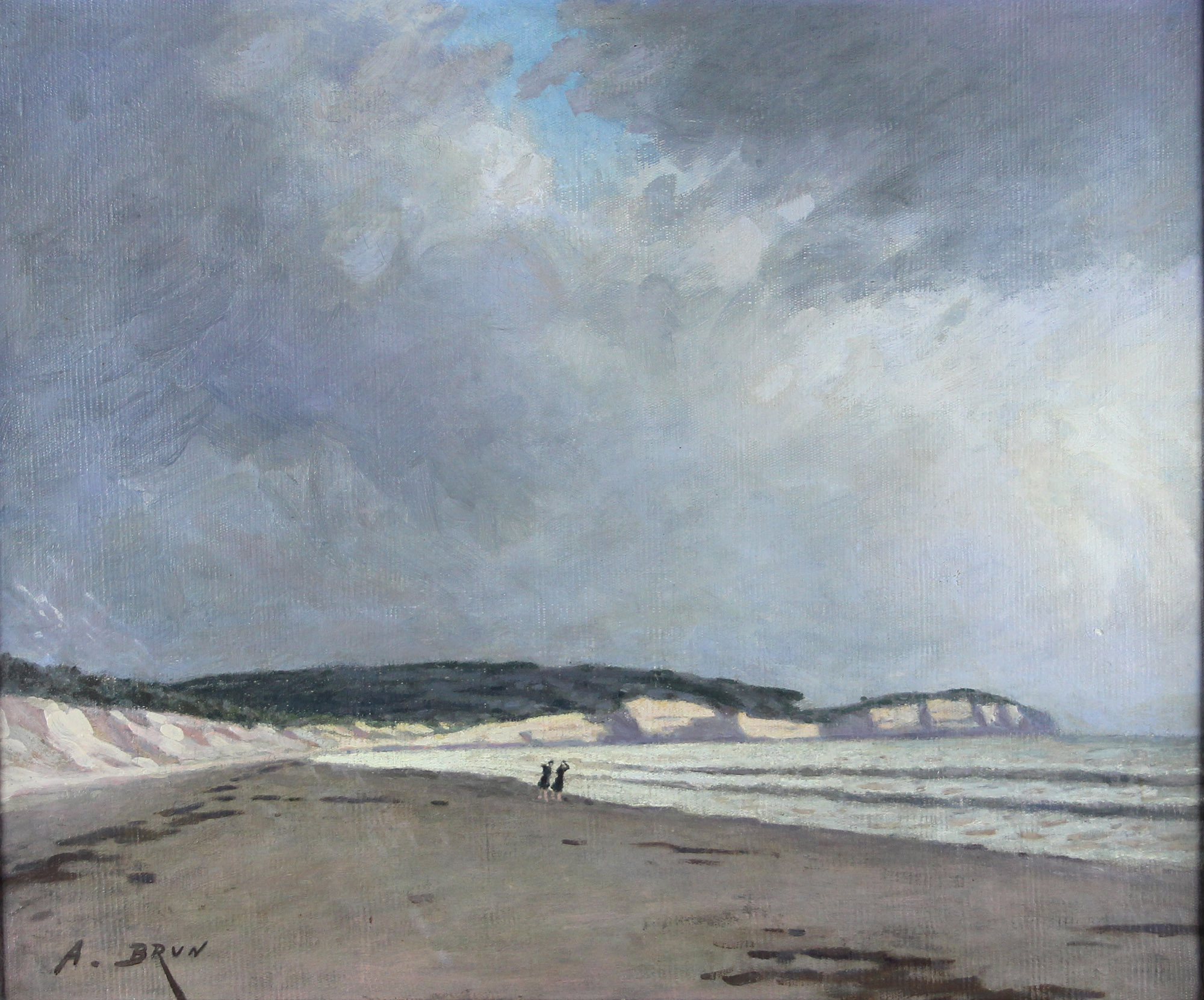
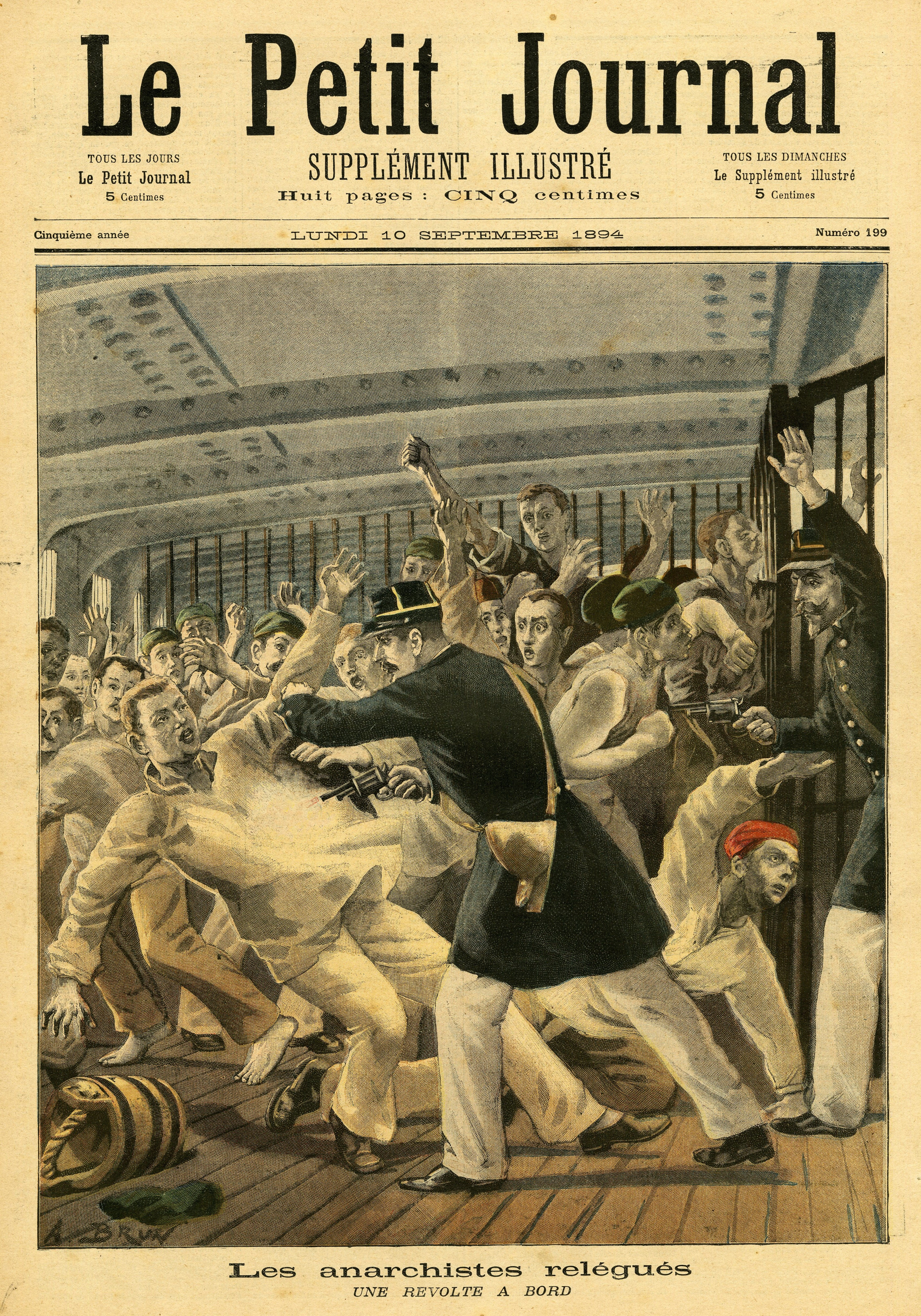
Révolte en 1894 des anarchistes relégués à Cayenne à bord du Ville de Saint-Nazaire.